# ГАЕС Langenprozelten
ГАЕС Langenprozelten — гідроакумулююча електростанція в центральній частині Німеччини на півночі федеральної землі Баварія (регіон Нижня Франконія). Станом на середину 2010-х років станція обладнана найпотужнішими у світі однофазними мотор-генераторами. Вибір такого обладнання пояснюється спорудженням ГАЕС на замовлення адміністрації залізниць Deutsche Bahn з метою покриття пікових навантажень в процесі експлуатації швидкісних потягів Inter-City.
Нижній резервуар об'ємом 1,8 млн м3 спорудили за допомогою греблі на річці Sindersbach, неподалік її впадіння у Майн біля міста Гемюнден-ам-Майн. Верхній резервуар створений штучно на горі між згаданими річками та здатен запасати 1,4 млн м3 води, що при напорі у 310,4 метра еквівалентне 0,95 млн кВт·год.
Машинний зал станції, введеної в експлуатацію у 1976 році, обладнаний двома оборотними турбінами типу Френсіс загальною потужністю 164 МВт у турбінному та 154 МВт у насосному режимах. В залежності від потреб замовника, ГАЕС виробляє на рік від 100 до 200 млн кВт·год електроенергії.
У 2015 році на станції комплексні розпочали роботи з модернізації, вартість яких оцінюється у 56 млн євро. Зокрема, будуть відновлені мотор-генератори та асфальтова ізоляція нижнього резервуара, осушеного для проведення робіт.